# Hunton (Kent)
Hunton – wieś w Anglii, w hrabstwie Kent, w dystrykcie Maidstone. Leży 8 km na południowy zachód od miasta Maidstone i 53 km na południowy wschód od centrum Londynu.